# Leurops
Leurops är ett släkte av skalbaggar. Leurops ingår i familjen vivlar.
Kladogram enligt Catalogue of Life:
| Leurops | \| \| Leurops cana \| \| \| \| \| \| Leurops obesa \| \| \| \| \| \| Leurops planoculis \| \| \| \| \| \| Leurops sublineata \| \| \| \| \| \| Leurops substriata \| \| \| \| |
|         | \| \| Leurops cana \| \| \| \| \| \| Leurops obesa \| \| \| \| \| \| Leurops planoculis \| \| \| \| \| \| Leurops sublineata \| \| \| \| \| \| Leurops substriata \| \| \| \| |
|         | Leurops cana |
|         | |
|         | Leurops obesa |
|         | |
|         | Leurops planoculis |
|         | |
|         | Leurops sublineata |
|         | |
|         | Leurops substriata |
|         | |